# Saaleplatte
Saaleplatte era un comune tedesco del Land della Turingia.
Non esisteva alcun centro abitato con tale denominazione: si trattava pertanto di un comune sparso.

## Storia
Il 31 dicembre 2019 il comune di Saaleplatte venne soppresso e aggregato alla città di Bad Sulza. In precedenza, nel 1996, a Saaleplatte era stato unito un altro ex comune, Wormstedt.